# Pagani Zonda
Pagani Zonda er en sportsvogn. Pagani stammer fra stifterens efternavn, mens Zonda er et lokalt navn for den vind som blæser gennem Andesbjergene.
Fabrikken blev startet af Horacio Pagani og den ligger i Italien. Den første bil, Pagani Zonda C12, udkom i 1999. Der bliver ikke bygget mange Pagani Zondaer og i april 2008 var det samlede antal oppe på 91. Det lave tal skyldes prisen.
Pagani Zonda er kendt for abnormt hurtige biler og overdrevent design. De har desuden en minimal vægt skabt af carbon og titanium. Indeni sidder en Mercedes-motor.
- Wikimedia Commons har flere filer relateret til Pagani Zonda

| Stub | Spire Denne bilrelaterede artikel er en spire som bør udbygges. Du er velkommen til at hjælpe Wikipedia ved at udvide den. |